# 薩彥斯克
54°07′N 102°10′E / 54.117°N 102.167°E
薩彥斯克（俄语：Сая́нск）是俄羅斯伊爾庫茨克州西部的一個城市，位於奧卡河畔，距州府伊爾庫茨克西北270公里。2002年人口43,468人。
1970年建立，1985年建市。